# USA:s presidentnomineringskonvent
Ett konvent (presidential nominating convention eller national convention) inom amerikansk politik är ett möte som hålls vart fjärde år för att utse ett partis president- och vicepresidentkandidat och anta ett partiprogram. På detta nationella konvent samlas delegater från alla USA:s 50 delstater, inklusive dess territorier, som röstar fram partiets kandidater. Partiernas konvent administreras av Democratic National Committee respektive Republican National Committee.
Konventet markerar slutet på primärvalsperioden och början på det allmänna presidentvalet. Idag utses i praktiken presidentkandidaten redan under primärvalen, där man utser delegater som förbinder sig att rösta på en viss kandidat, men historiskt har saken avgjorts vid det nationella konventet. Mediebevakningen av händelsen har därför minskat de senaste åren. Den sista gången ett nationellt konvent var av betydelse för vem som nominerades var vid republikanernas konvent 1976. 
Innan konventen infördes i USA så utsågs vicepresident- och presidentkandidaterna genom particaucus, valmöten där inflytelserika kongressledamöter bestämde vem som skulle nomineras. Demokraternas första konvent hölls 1832, och republikanernas 1856. Mellan 1832 och 1936 hade demokraterna en regel om minst två tredjedelars majoritet för att bli nominerad vilket kunde leda till mycket utdragna omröstningar. 1924 krävdes det till exempel 103 röstningsomgångar innan man kunde utse en presidentkandidat. Den gången blev det ingen av förhandsfavoriterna, Al Smith eller William McAdoo, utan kompromissen John W. Davis. Konventet 1924 var också det första man sände live på nationell radio över hela USA. Vid konventet 1912 nominerades Woodrow Wilson först vid 46:e omröstningen. Långvariga omröstningar kunde leda till att man valde en dark horse, en från början otippad kandidat, som James Polk 1844. Hans namn introducerades först vid 8:e omröstningen då det var uppenbart att ingen skulle få två tredjedelars majoritet, och han vann den 9:e omgången och sedan även presidentvalet. Konventens höjdpunkt, den valda kandidatens nomineringstal eller "acceptance speech", har förekommit sedan Franklin D. Roosevelt nominerades 1932. 
Sedan 1936 krävs bara en majoritet av delegaternas röster och då har det oftast bara behövts en omröstning, men det beror också på förändringar i själva nomineringsprocessen. Demokraternas konvent 1952, då Adlai Stevenson blev presidentkandidat, var sista gången som något av partierna hade mer än en omröstning. 1968 tog Demokraterna bort enhetslagen (unit rule) som lät en delstats alla röster gå till en kandidat. 
Demokraternas konvent 1956 var sista gången man hade omröstning även om vem som skulle bli vicepresidentkandidat. Därefter har presidentkandidaten själv valt sin medkandidat som sedan accepterats av konventet. 
1984 infördes så kallade superdelegater i Demokratiska partiets konvent. Vissa delegater vid republikanernas konvent utses på samma sätt, men termen "superdelegater" brukar inte användas om dem.

## Lista över konvent
Fet stil: Vann presidentvalet
| Val  | Demokraternas kandidat                                                   | Stad                     | Republikanernas kandidat | Stad          | Whigs kandidat         | Stad       |
| ---- | ------------------------------------------------------------------------ | ------------------------ | ------------------------ | ------------- | ---------------------- | ---------- |
| 1832 | Andrew Jackson                                                           | Baltimore                |                          |               |                        |            |
| 1836 | Martin Van Buren                                                         | Baltimore                |                          |               |                        |            |
| 1840 | Martin Van Buren                                                         | Baltimore                |                          |               | William Henry Harrison | Harrisburg |
| 1844 | James K. Polk                                                            | Baltimore                |                          |               | Henry Clay             | Baltimore  |
| 1848 | Lewis Cass                                                               | Baltimore                |                          |               | Zachary Taylor         | Baltimore  |
| 1852 | Franklin Pierce                                                          | Baltimore                |                          |               | Winfield Scott         | Baltimore  |
| 1856 | James Buchanan                                                           | Cincinnati               | John C. Frémont          | Philadelphia  | Millard Fillmore       | Baltimore  |
| 1860 | John C. Breckinridge (Sydstaterna) och Stephen A. Douglas (Nordstaterna) | Charleston och Baltimore | Abraham Lincoln          | Chicago       | John Bell              | Baltimore  |
| 1864 | George B. McClellan                                                      | Chicago                  | Abraham Lincoln          | Chicago       |                        |            |
| 1868 | Horatio Seymour                                                          | New York                 | Ulysses S. Grant         | Chicago       |                        |            |
| 1872 | Horace Greeley                                                           | Baltimore                | Ulysses S. Grant         | Philadelphia  |                        |            |
| 1876 | Samuel J. Tilden                                                         | St. Louis                | Rutherford B. Hayes      | Cincinnati    |                        |            |
| 1880 | Winfield S. Hancock                                                      | Cincinnati               | James A. Garfield        | Chicago       |                        |            |
| 1884 | Grover Cleveland                                                         | Chicago                  | James G. Blaine          | Chicago       |                        |            |
| 1888 | Grover Cleveland                                                         | St. Louis                | Benjamin Harrison        | Chicago       |                        |            |
| 1892 | Grover Cleveland                                                         | Chicago                  | Benjamin Harrison        | Minneapolis   |                        |            |
| 1896 | William Jennings Bryan                                                   | Chicago                  | William McKinley         | St. Louis     |                        |            |
| 1900 | William Jennings Bryan                                                   | Kansas City              | William McKinley         | Philadelphia  |                        |            |
| 1904 | Alton B. Parker                                                          | St. Louis                | Theodore Roosevelt       | Chicago       |                        |            |
| 1908 | William Jennings Bryan                                                   | Denver                   | William Howard Taft      | Chicago       |                        |            |
| 1912 | Woodrow Wilson                                                           | Baltimore                | William Howard Taft      | Chicago       |                        |            |
| 1916 | Woodrow Wilson                                                           | St. Louis                | Charles Evans Hughes     | New York      |                        |            |
| 1920 | James M. Cox                                                             | San Francisco            | Warren G. Harding        | Chicago       |                        |            |
| 1924 | John W. Davis                                                            | New York                 | Calvin Coolidge          | Cleveland     |                        |            |
| 1928 | Al Smith                                                                 | Houston                  | Herbert Hoover           | Kansas City   |                        |            |
| 1932 | Franklin D. Roosevelt                                                    | Chicago                  | Herbert Hoover           | Chicago       |                        |            |
| 1936 | Franklin D. Roosevelt                                                    | Philadelphia             | Alfred Landon            | Cleveland     |                        |            |
| 1940 | Franklin D. Roosevelt                                                    | Chicago                  | Wendell Willkie          | Philadelphia  |                        |            |
| 1944 | Franklin D. Roosevelt                                                    | Chicago                  | Thomas Dewey             | Chicago       |                        |            |
| 1948 | Harry S. Truman                                                          | Philadelphia             | Thomas Dewey             | Philadelphia  |                        |            |
| 1952 | Adlai Stevenson                                                          | Chicago                  | Dwight Eisenhower        | Chicago       |                        |            |
| 1956 | Adlai Stevenson                                                          | Chicago                  | Dwight Eisenhower        | San Francisco |                        |            |
| 1960 | John F. Kennedy                                                          | Los Angeles              | Richard Nixon            | Chicago       |                        |            |
| 1964 | Lyndon B. Johnson                                                        | Atlantic City            | Barry Goldwater          | San Francisco |                        |            |
| 1968 | Hubert Humphrey                                                          | Chicago                  | Richard Nixon            | Miami Beach   |                        |            |
| 1972 | George McGovern                                                          | Miami Beach              | Richard Nixon            | Miami Beach   |                        |            |
| 1976 | Jimmy Carter                                                             | New York                 | Gerald Ford              | Kansas City   |                        |            |
| 1980 | Jimmy Carter                                                             | New York                 | Ronald Reagan            | Detroit       |                        |            |
| 1984 | Walter Mondale                                                           | San Francisco            | Ronald Reagan            | Dallas        |                        |            |
| 1988 | Michael Dukakis                                                          | Atlanta                  | George H.W. Bush         | New Orleans   |                        |            |
| 1992 | Bill Clinton                                                             | New York                 | George H.W. Bush         | Houston       |                        |            |
| 1996 | Bill Clinton                                                             | Chicago                  | Bob Dole                 | San Diego     |                        |            |
| 2000 | Al Gore                                                                  | Los Angeles              | George W. Bush           | Philadelphia  |                        |            |
| 2004 | John Kerry                                                               | Boston                   | George W. Bush           | New York      |                        |            |
| 2008 | Barack Obama                                                             | Denver                   | John McCain              | St. Paul      |                        |            |
| 2012 | Barack Obama                                                             | Charlotte                | Mitt Romney              | Tampa         |                        |            |
| 2016 | Hillary Clinton                                                          | Philadelphia             | Donald Trump             | Cleveland     |                        |            |
| 2020 | Joe Biden                                                                | Milwaukee                | Donald Trump             | Charlotte     |                        |            |
| 2024 | Kamala Harris                                                            | Chicago                  | Donald Trump             | Milwaukee     |                        |            |